# Хохловы (Орловский район, Кировская область)
 Хохловы  — деревня в Орловском районе Кировской области. Входит в состав Орловского сельского поселения.

## География
Расположена у северной границы райцентра города Орлова.

## История
Известна с 1671 года как починок Коземки Хохлова с 1 двором, в 1678 году 2 двора,  в 1764 году (Коземинский) 13 жителей, в 1802 в 3 двора. В 1873 году здесь (починок Коземинской 2-й  или Хохловы) дворов 7 и жителей 44, в 1905 (Каземинский 2-й или Хохловы) 11 и 96, в 1926 (Хохловы или Каземинский 2-й) 10 и 53, в 1950 (Хохловы) 5 и 20, в 1989 294 жителя. С 2006 по 2011 год входила в состав Лугиновского сельского поселения.

## Население
Постоянное население было 292 человека (русские 92%) в 2002 году, 254 человек в 2010.